# Laby
Laby je vesnice v okrese Benešov, je součástí obce Zvěstov. Nachází se cca 2,5 km jihovýchodně od Zvěstova. Je zde evidováno 16 adres.

## Historie
První písemná zmínka o vesnici pochází z roku 1420.

## Galerie

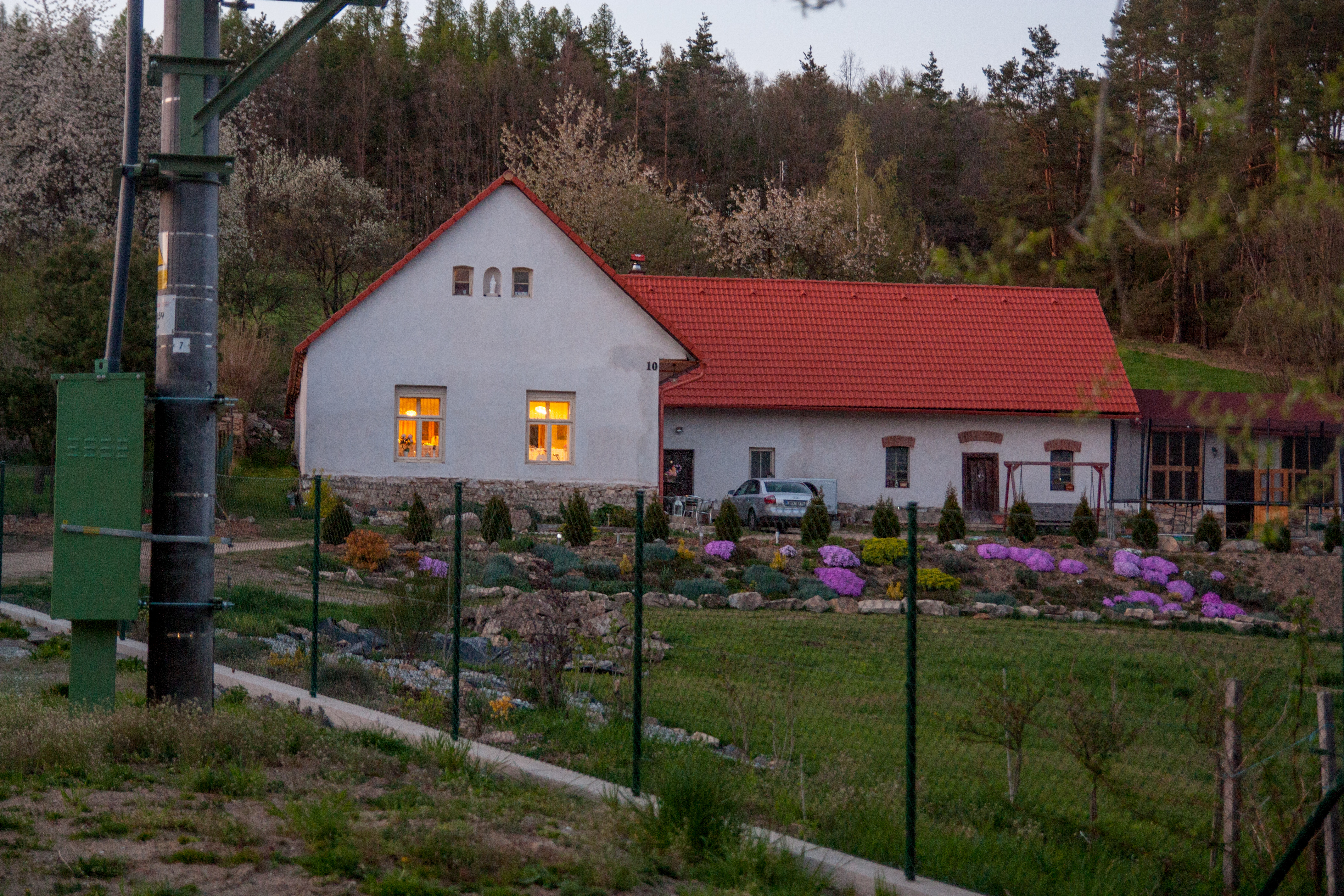
Dům v Labech (2019)
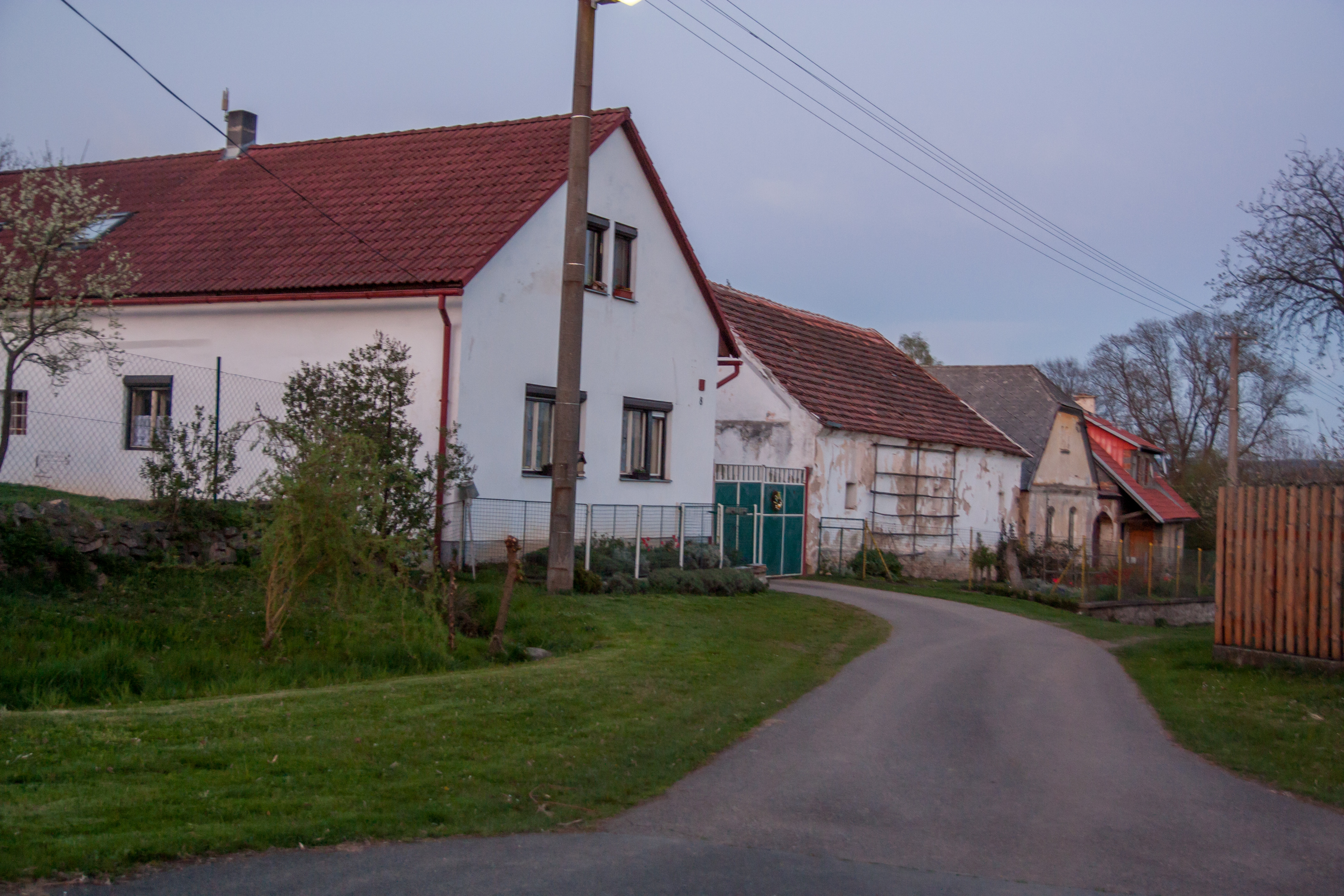
Stavení (2019)